# Comuna Novooleksandrivka, Troițke
Novooleksandrivka (în ucraineană Новоолександрівка) este o comună în raionul Troițke, regiunea Luhansk, Ucraina, formată din satele Babodînka, Hlotivka, Iliinka și Novooleksandrivka (reședința).

## Demografie
Componența lingvistică a comunei Novooleksandrivka
     Rusă (72,58%)
     Ucraineană (25,96%)
Conform recensământului din 2001, majoritatea populației comunei Novooleksandrivka era vorbitoare de rusă (72,58%), existând în minoritate și vorbitori de ucraineană (25,96%).